# Nancy Johnson (Sportschützin)
Nancy Lynn Napolski-Johnson (* 14. Januar 1974 in Phenix City als Nancy Lynn Napolski) ist eine ehemalige US-amerikanische Sportschützin.

## Erfolge
Nancy Johnson nahm an zwei Olympischen Spielen teil. 1996 belegte sie in Atlanta mit dem Luftgewehr den 36. Platz. Bei den Olympischen Spielen 2000 in Sydney qualifizierte sie sich, ebenfalls mit dem Luftgewehr, mit 395 Punkten für das Finale, in dem sie weitere 102,7 Punkte erzielte. Mit insgesamt 497,7 Punkten blieb sie 0,2 Punkte vor der Zweitplatzierten Kang Cho-hyun und wurde somit Olympiasiegerin. Dazwischen hatte sie bei den Panamerikanischen Spielen 1999 in Winnipeg Silber im Dreistellungskampf mit dem Kleinkalibergewehr gewonnen.
Sie ist seit 1997 mit dem Sportschützen Kenneth Johnson verheiratet.